# Crotalaria misella
Crotalaria misella är en ärtväxtart som beskrevs av Roger Marcus Polhill. Crotalaria misella ingår i släktet sunnhampor, och familjen ärtväxter. Inga underarter finns listade i Catalogue of Life.